# مکعب

یک مکعب

مُکَعَّب به حجم بستهٔ سه‌بعدی‌ای گویند که از ۶ مربع برابر تشکیل شده باشد. به صورتی که هر ضلع هریک از مربع‌ها با تنها یک مربع دیگر مشترک باشد و در رأس‌ها سه مربع با یکدیگر در ارتباط هستند. مکعب را می‌توان یک شش وجهی منظم نامید و یکی از پنج جسم افلاطونی است. اگر همه یا برخی از وجوه یک مکعب را از مربع به مستطیل تغییر بدهیم، شش وجهی به وجود آمده مکعب مستطیل نامیده می‌شود. گاه برای تمایز با مکعب مستطیل، مکعب (با وجوه مربع) را مکعب مثلث نیز ممکن است بنامند؛ و حجم آن برابر است با مساحت قاعده در ارتفاع. مساحت گسترده مکعب مساوی است با (ضلع×ضلع)×۶.

## مختصات دکارتی
برای یک مکعب که مرکز آن در مرکز صفحه مختصات قرار دارد و اضلاع آن با محورهای مختصات موازی هستند و طول هر کدام برابر ۲ است مختصات دکارتی عبارت‌اند از:
(۱±و۱±و۱±)
که داخل مکعب شامل تمام نقاط (x۰، x۲، x۲) هستند که مختصات این نقاط بین ۱- و ۱ قرار دارد.

## فرمول‌ها
| مساحت                  | {\displaystyle 6a^{2}}                    |
| حجم                    | {\displaystyle a^{3}}                     |
| شعاع کره محیط بر مکعب  | {\displaystyle {\frac {{\sqrt {3}}a}{2}}} |
| شعاع کره مماس بر اضلاع | {\displaystyle {\frac {a}{\sqrt {2}}}}    |
| شعاع کره محاط بر مکعب  | {\displaystyle {\frac {a}{2}}}            |

کرهٔ محیط بر مکعب و استوانه

به دلیل محاسبه حجم مکعب از طریق توان سوم اضلاع آن، توان سوم مکعب نامیده می‌شود همان‌طور که توان دوم مربع نامیده می‌شود.
مکعب یا شش‌پهلو بیشترین حجم را در بین مکعب مستطیل‌های دارای سطح یکسان است و همچنین بیشترین حجم را در بین مکعب مستطیل‌های دارای طول اضلاع مساوی است.

### حجم مکعب
محاسبه حجم مکعب از طریق توان سوم اضلاع آن، توان سوم مکعب نامیده می‌شود همان‌طور که توان دوم مربع نامیده می‌شود.حجم آن به این صورت است:
{\displaystyle a.a.a=(a.a).a=a^{2}.a=a^{3}}

#### محاسبه حجم مکعب به صورت مساحت چندضلعی منتظم
مربع از نوع چندضلعی های منتظم است و از وجه های مکعب و قاعده مکعب مربع است.مساحت مربع همواره با فرمول مساحت چندضلعی برابر است.{\displaystyle V=({\frac {1}{4}}n.a^{2}\cot({\frac {\pi }{n}}).a)=({\frac {1}{4}}4.a^{2}\cot({\frac {\pi }{4}}).a)=(a^{2}.({\sqrt {1}})).a=a^{2}.1.a=a^{3}}در اینجا:
{\displaystyle {\frac {1}{4}}4.a^{2}=1.a^{2}=a^{2}}
{\displaystyle \cot {\frac {\pi }{4}}={\sqrt {1}}=1}

### مساحت
مربع از نوع چندضلعی های منتظم است و از وجه های مکعب و قاعده مکعب مربع است.مساحت مربع همواره با فرمول مساحت چندضلعی برابر است.و مکعب از شش وجه مربع ساخته شده است و به همین از تشکیل وجه های چندضلعی منتظم،چندوجهی منتظم ساخته می شود.
مکعب نیز دارای مساخت کل نیز است.و مساحت آن برابر با این رابطه است:
{\displaystyle 6.a.a=6.a^{2}=6a^{2}}
اگر طبق مساحت چندضلعی حساب شود،به این صورت است.
{\displaystyle A=(6.{\frac {1}{4}}n.a^{2}\cot({\frac {\pi }{n}}))=6.({\frac {1}{4}}4.a^{2}\cot({\frac {\pi }{4}}))=6.(a^{2}.({\sqrt {1}}))=6.a^{2}.1=6.a^{2}=6a^{2}}در اینجا:
{\displaystyle {\frac {1}{4}}4.a^{2}=1.a^{2}=a^{2}}
{\displaystyle \cot {\frac {\pi }{4}}=1+\tan {\frac {\pi }{4}}=|{\sqrt {1}}|=1}

## تقارن
| (۳ رنگ) \| ۲ ۲ ۲ D2h | (۲ رنگ) ۴ ۲ \| ۲ D4h | (۱ رنگ) ۳ \| ۴ ۲ Oh |

- طاس
- مکعب روبیک
- مکعب مستطیل